# Terry Dunfield
Terry Dunfield (Vancouver, 20 febbraio 1982) è un allenatore di calcio ed ex calciatore canadese con passaporto britannico, di ruolo centrocampista, tecnico delle giovanili del Toronto FC.

## Carriera

### Giocatore

#### Club
A 14 anni, Dunfield giocò in un torneo a Keele, dove è stato subito notato dagli osservatori del Manchester City. All'età di 15 anni, si è trasferito in Inghilterra per unirsi appunto alle giovanili del City. Ha progredito attraverso una buona squadra giovanile, che includeva giocatori del calibro di Shaun Wright-Phillips e Joey Barton. Dunfield ha fatto la sua unica apparizione in Premier League contro il Chelsea nel 2001. Tuttavia, dopo l'esonero di Joe Royle e l'arrivo del nuovo allenatore Kevin Keegan, non trovò facili opportunità di continuare in prima squadra.
Nel 2002 è stato ceduto in prestito al Bury, dove sperava di avere un posto in prima squadra. Alla fine del suo periodo di prestito, sebbene Keegan gli offrì un nuovo contratto, chiese di lasciare il City. Successivamente firmò un contratto triennale con il Bury, dove ha totalizzato 74 presenze in campionato durante il suo tempo con il club. Nel gennaio 2005, subisce la rottura della rotula sinistra, in una partita contro Leyton Orient. L'infortunio non è stato trattato correttamente e dopo 18 mesi, provando un tentativo di ritorno ai giochi con il Worcester City, sembrava ormai vicino il suo ritiro. Tuttavia, dopo essere stato visitato da uno specialista in Nord America, ha subito un'operazione e poi è stato detto che sarebbe stato in grado di giocare ancora una volta dopo nove mesi. Ha trascorso gli ultimi quattro mesi di riabilitazione al Manchester City, e nel luglio 2007 ritorna, firmando un contratto con il Macclesfield Town.
Nel gennaio 2009 firma un contratto con il Shrewsbury Town 65.000 sterline. Nella sua prima stagione ebbe un po' di difficoltà ad adattarsi nella sua nuova squadra, ma nella stagione successiva raggiunse la sua forma migliore, guadagnandosi, di conseguenza, la sua prima convocazione in nazionale
Dopo aver passato una stagione nel Shrewsbury Town, l'allenatore canadese Stephen Hart, ha detto che Dunfield aveva bisogno di giocare ad un livello superiore a quello della Football League Two se avesse aspirazioni di favorire la sua carriera internazionale. Come risultato, un mese dopo aver ottenuto la convocazione in nazionale gli fu concesso di lasciare il Shrewsbury Town.
Mentre il Motherwell stava trattando l'acquisto di Dunfield, gli è stato offerto un contratto da parte del Vancouver Whitecaps, che ha accettato con la consapevolezza che poteva partecipare al campionato della Major League Soccer. Il 10 dicembre 2010, è stato annunciato il suo trasferimento ufficiale al club canadese. Dopo aver fatto 12 presenze in campionato per il club, è stato ceduto al Toronto FC il 14 luglio 2011.

#### Nazionale
Ha fatto il suo debutto nella nazionale canadese il 29 maggio 2010 in una partita pareggiata per 1-1 contro il Venezuela. Il 1º giugno 2011 segna il suo primo gol in nazionale in una partita amichevole contro l'Ecuador.

### Allenatore
Inizia la carriera da allenatore nelle selezioni giovanili del Toronto FC. Nella stagione 2023, mentre si trova alla guida della formazione Under-17 dei canadesi, il 26 giugno 2023 viene chiamato a sostituire ad interim il tecnico della Prima squadra, Bob Bradley, che lascia la formazione canadese al 26º posto in campionato.

## Palmarès

### Club

#### Competizioni nazionali
- First Division: 1

Manchester City: 2001-2002